# Kuc tybetański
Kuc tybetański (potoczna nazwa Nanfan) – rasa kuca chińsko-mongolskiego. Pochodzi z Tybetu i tamże zamieszkuje, ale prawdopodobnie wywodzi się od koni mongolskich. Jego najbliżsi krewniacy to kuc Spiti oraz kuc Bhutan; jest od nich jednak nieco większy i silniejszy. Jest znany z powodu wytrzymałości , zarówno wierzchowej, jak i jucznej.

## Historia
Tybetański kucyk należy do grupy sześciu ras rodzimych w Tybecie. Badacze nie są do końca pewni, czy wywodzi się od koni mongolskich, takich jak kucyk Miyako i kucyk chiński Guoxii, czy też jest to własna czysta rasa z Tybetu .

## Pokrój
Wysokość w kłębie wynosi od 124 do 127 cm. Ma pospolitą głowę, często o garbonosym profilu i pogrubionych ganaszach, osadzoną na krótkiej szyi. Kłąb słabo zaznaczony. Klatka piersiowa jest głęboka, a łopatki ustawione stromo. Tułów muskularny, dość długi, zad zaokrąglony. Kończyny o dobrej budowie są krótkie i mocne, o mocnych kopytach z twardego rogu. Umaszczenie gniade, skarogniade, myszate; najpopularniejsza jest maść siwa. Sierść jest twarda i gęsta, z bardzo obfitym podszerstkiem. Kuce posiadają długą grzywę i nisko osadzony ogon . 